# Ковенантское движение
Ковенантеры (англ. Covenanters) — сторонники «Национального ковенанта» 1638 года, манифеста шотландского национального движения в защиту пресвитерианской церкви. Движение ковенантеров быстро приобрело общешотландский характер, а в политическом отношении стало носителем идеи ограничения королевской власти. Ковенантеры являлись правящей партией в Шотландии в период 1639—1652 годов и противостояли роялистам. Позднее радикальная часть ковенантеров сотрудничала с режимом Оливера Кромвеля (1652—1660), а во времена Реставрации (1660—1688) ковенантеры находились в оппозиции правительству и жестоко страдали от преследований.

Военный флаг ковенантеров

## Возникновение ковенантского движения

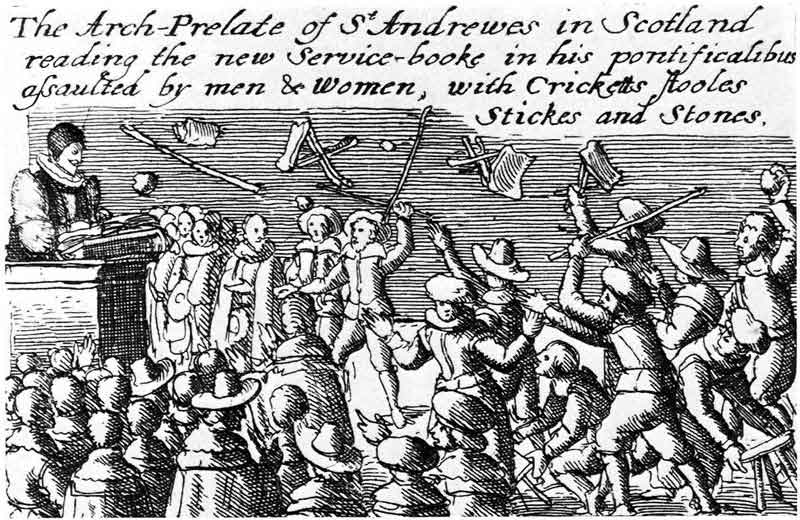
Восстание 1637 г. в Эдинбурге

В результате политики короля Карла I по внедрению в пресвитерианское богослужение англиканских обрядов и усилению власти епископов в 1637 г. в Шотландии вспыхнуло восстание. 23 февраля 1638 г. лидеры дворянской оппозиции подписали Национальный Ковенант, призывающий к объединению шотландцев для защиты религии и прав народа. Идеи Ковенанта оказались широко востребованными в Шотландии. По всей стране представители различных слоев общества — аристократы, дворяне, священники и горожане — выступали в поддержку Ковенанта и обязывались предпринять все меры для защиты пресвитерианства. Практически вся Шотландия объединилась под знаменами Ковенанта. Лишь в Абердиншире, находящимся под сильным влиянием консервативного роялиста маркиза Хантли, ковенантеры оказались в меньшинстве.
В ноябре 1638 г. в Глазго была созвана генеральная ассамблея шотландской церкви. Благодаря тому, что в соответствии с пресвитерианскими канонами делегатами от пресвитерий могли быть светские лица, чем активно воспользовались ковенантеры, подавляющее большинство избранных депутатов оказалось сторонниками Ковенанта. Ассамблея приняла решение об отмене введенных Карлом I обрядов, «Пяти пертских статей», высокой комиссии и ликвидации епископата. Это означало разрыв с королём и начало войны. (Подробнее см. «Епископские войны»).
Благодаря сплочению шотландской нации и энергичным действиям лидеров ковенантеров — Монтроза, Аргайла и Александра Лесли — все попытки Карла I подавить восстание в Шотландии силовым путём не увенчались успехом. В 1639 г. король был вынужден согласиться на созыв шотландского парламента, который утвердил решения генеральных ассамблей о ликвидации епископата и отмене изменений в богослужение. После разгрома королевских войск в битве при Ньюберне и оккупацией шотландской армией североанглийских графств, ковенантеры приступили к закреплению своих достижений. В 1640 г. без санкции короля собрался парламент, который фактически узурпировал власть в стране. Из парламента были исключены представители духовенства, ликвидирован комитет статей, а Ковенант был объявлен обязательным к подписанию для всех граждан страны. Король Карл I в условиях начала в Англии революции был вынужден подтвердить решения шотландского парламента.

## Правление ковенантеров

### Раскол ковенантского движения

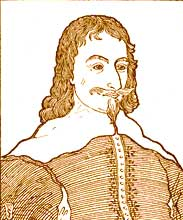
Арчибальд Кэмпбелл, маркиз Аргайл

После упразднения епископата и ликвидации угрозы для пресвитерианской церкви со стороны короля, цели, поставленные «Национальным Ковенантом», были достигнуты. Однако значительная часть ковенантеров стремилась к углублению конституционных реформ и дальнейшему ограничению королевской власти. Начавшая в Англии революция была с одобрением воспринята радикальной частью пресвитериан, тогда как более умеренные ковенантеры не желали движения Шотландии по английскому пути.
Уже в 1639 г. шотландский парламент постановил, что Ковенант обязателен к подписанию для всех граждан страны, что резко противоречило духу свободы, заложенному в этом манифесте. На парламенте 1639 г. впервые четко проявились противоречия между двумя направлениями ковенантского движения: Монтроз и Гамильтон, настаивавшие на предоставлении королю права назначить своих представителей в Комитет Статей, потерпели поражение от радикалов во главе с Аргайлом, которые выдвинули идею равного представительства всех сословий в комитете. Дальнейшее ограничение прав короля произошло в 1640 г., когда собравшийся без королевской санкции парламент принял решение об исключении из своего состава духовенства и упразднении Комитета Статей. Кроме того, по примеру Англии, был утвержден «Трёхгодичный акт», в соответствии с которым парламент должен был собираться не реже одного раза в течение трех лет, причем король больше не мог его отсрочить или распустить. Осенью 1641 г. Карл I подтвердил принцип ответственности высших должностных лиц страны перед парламентом. Таким образом к 1641 г. Шотландия превратилась в парламентарную монархию.
Помимо конституционных вопросов расколу ковенантеров способствовал рост антагонизма между его лидерами. Стоявшие у истоков ковенантского движения граф Роутс, лорд Балмерино, граф Монтроз и другие, постепенно отошли на второй план. Одним из лидеров ковенантеров стал граф Аргайл, один из крупнейших баронов Шотландии, склонявшийся к ультра-протестантизму и всегда готовый использовать движение в личных целях. Так, пользуясь полномочиями комиссара ковенантеров, Аргайл подчинил своей власти горские кланы Лохабера и Баденоха и пытался получить пост наместника всей северной Шотландии. Оппозиция Аргайлу складывалась вокруг Роутса и Монтроза, которые все более склонялись к примирению с королём и завершению революционных преобразований. После смерти в августе 1641 г. Роутса влияние Аргайла резко усилилось, на его сторону перешли Гамильтон и Ланарк.
Осенью 1641 г. состоялся визит Карла I в Шотландию. Сколь-либо существенного укрепления роялисткой партии за время его пребывания в Шотландии не произошло, хотя король активно вел переговоры с умеренными ковенантерами и широко раздавал королевские милости (Лаудон был назначен канцлером, Аргайл — казначеем, Лесли получил титул графа Ливена, Джонстон — лорда Уорристона). Тем временем, начавшаяся в Англии гражданская война между сторонниками короля и парламента поставила перед Шотландией проблему выбора союзника. Первоначально Гамильтону удавалось удерживать шотландцев от вступления в войну на стороне парламента, однако активная деятельность парламентских комиссаров, предлагавших за военную поддержку осуществление в Англии пресвитерианских преобразований, начинала приносить свои плоды. В 1642 г. шотландский экспедиционный корпус был отправлен в Ирландию для защиты протестантских колонистов от восставших ирландских католиков. Весной 1643 г. Лаудон и Хендерсон на переговорах с королём заявили о готовности Шотландии вступить в войну на стороне английского парламента, если Карл I не обеспечит принятие Англией пресвитерианской религии.
17 августа 1643 г. Хендерсон опубликовал свои предложения об англо-шотландском союзе под названием «Торжественная лига и Ковенант». Этот документ предполагал реформирование церквей Англии и Ирландии в пресвитерианском духе и последующее объединение церковных организаций всех трех британских королевств, сохранение прав и привилегий парламентов и военный союз Англии и Шотландии. 25 сентября 1643 г. «Торжественная лига и Ковенант» были утверждены английским парламентом, а вскоре создан «Комитет обоих королевств» для координации пресвитерианских реформ и военного сотрудничества Англии и Шотландии. В Вестминстере начала работу ассамблея богословов, которая разработала пресвитерианский символ веры. В то же время шотландская армия под командованием графа Ливена вступила в Англию и соединилась с войсками английского парламента. Эта интервенция ознаменовала окончательный раскол между умеренными и радикальными ковенантерами и начало гражданской войны в Шотландии.

### Гражданская война

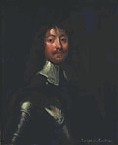
Джеймс Грэм, маркиз Монтроз

Переход части умеренных ковенантеров во главе с маркизом Монтрозом на сторону короля позволил роялистам в 1644 г. возобновить военные действия против парламента Шотландии. Правда, восстание Хантли в Абердиншире и вторжение небольшой англо-шотландской армии Монтроза в южные регионы страны весной 1644 г. провалились. Тем временем ковенантская армия графа Ливена в Англии наголову разгромила короля в сражении при Марстон-Муре. В начале июля в Арднамурхане высадились около 1600 солдат, набранных роялистами в Ирландии, под командованием Аласдера «Макколлы» Макдональда. Это войско состояло из шотландских горцев, эмигрировавших в Ирландию под напором клана Кэмпбеллов, и ирландских католиков. В августе 1644 г. армия Макколлы соединилась с отрядами Монтроза и под руководством последнего одержала победу над войсками ковенантеров в битве при Типпермуре 1 сентября 1644 г. Вскоре перед роялистами капитулировал Перт и Абердин. Затем армия Монтроза направилась в Аргайл, где начала разорять земли Кэмпбеллов. Наступление ковенантеров заставило роялистов отступить на север, однако 2 февраля 1645 г., совершив беспецедентный бросок через горы, Монтроз наголову разгромил армию парламента в битве при Инверлохи.
После победы при Инверлохи на сторону роялистов перешли кланы Макензи и Гордон, причём последние предоставили в распоряжение Монтроза недостающую ему кавалерию. Это позволило роялистам весной-летом 1645 г. совершить триумфальный поход по северо-восточной Шотландии, одержав серию побед над численно превосходящим противником (битвы при Олдерне и Алфорде). Наконец, 15 августа 1645 г. Монтроз разгромил последнюю оставшуюся в Шотландии армию ковенантеров в сражении при Килсайте. Роялисты вошли в Глазго и объявили о созыве нового парламента страны.
Однако Монтрозу не удалось добиться значительной поддержки своих действий у населения страны. Гордоны, недовольные оттеснением их лидера, маркиза Хантли, на второй план, вскоре покинули расположение армии. Затем откололись и горцы Макколлы, для которых главной целью всегда оставалась междоусобная война с Кэмпбеллами, а не интересы короля. В то же время зверства горцев в Абердине и Аргайле оттолкнули от роялистов умеренных ковенантеров. Когда в сентябре 1645 г. Монтроз двинулся на юг, на соединение с войсками Карла I, его армия не насчитывала и 1 тысячи солдат. Этим воспользовались ковенантеры. Отозванный из Англии Дэвид Лесли смог собрать крупную кавалерийскую армию и, неожиданно атаковав роялистов при Филипхоу 13 сентября 1645 г., наголову разгромил Монтроза. Эта победа решила исход гражданской войны: власть шотландского парламента и ковенантеров была быстро восстановлена на всей территории страны, волнения в Абердиншире подавлены, Макколла и его ирландцы изгнаны в начале 1646 г. из Шотландии.
Поражение Монтроза означало крах последней надежды для короля Карла I. В мае 1646 г. он был вынужден сдаться в плен шотландской армии графа Ливена. В июне 1646 г. парламентом Шотландии были выработаны требования, которые должен был принять капитулировавший король: утверждение Торжественной лиги и Ковенанта и передача контроля над вооруженными силами обоих британских королевств их парламентам. Отказ короля от выполнения этих требований, а также боязнь лидеров ковенантеров, что нахождение Карла I в Шотландии вызовет новое восстание роялистов, привели к тому, что 30 января 1647 г. король был передан в руки английского парламента. За это шотландская армия получала от Англии 400 тысяч фунтов стерлингов в качестве благодарности за помощь в гражданской войне. Акт передачи короля англичанам среди современников и историков роялистской направленности долгое время считался предательством шотландцев по отношению к своему королю.

### Ингейджмент
Передача короля в руки англичан оказалась крупной ошибкой ковенантеров. Парламент Англии, в котором доминировали пресвитериане — союзники Шотландии, постепенно сдавал свои позиции, в то время, как английская армия, находящаяся под контролем индепендентов во главе с Оливером Кромвелем, стала претендовать на власть в стране. В июне 1647 г. король был захвачен армейскими офицерами, что послужило поводом к открытому конфликту между парламентом и армией. Поход Кромвеля на Лондон закончился подчинением парламента армии, исключением лидеров пресвитерианской партии и переходу власти к индепендентам. Это означало крах надежд ковенантеров на утверждение в Англии пресвитерианства. Кроме того, стало очевидно, что республиканские тенденции в Англии начали брать верх и власть Карла I оказалась под угрозой.
В результате часть ковенантеров решила пойти на сближение с королём. 27 сентября 1647 г. посланцы парламента Шотландии Лаудон, Ланарк и Лодердейл заключили с Карлом I соглашение, вошедшее в историю под названием «Ингейджмент». Король обещал обеспечить введение в Англии пресвитерианства на пробный период в три года, а Шотландия брала на себя обязательство оказать поддержку в восстановлении королевской власти в Англии. «Ингейджмент» отражал осознание шотландской аристократией необходимости отказа от поощрения религиозного фанатизма и её стремление ограничить влияние пресвитерианского духовенства в стране. В поддержку соглашения высказалось большинство членов парламента, однако генеральная ассамблея и радикальная часть лэрдов и горожан выступили против. Впервые за многие годы шотландское общество оказалось разделённым практически поровну на два враждующих лагеря.
Тем не менее «ингейджерам» удалось набрать достаточно значительную армию, которую возглавил герцог Гамильтон, главный идеолог соглашения с королём. Но солдатам не хватало опыта, отсутствовала артиллерия, ощущался недостаток в офицерском составе (Ливен и Лесли отказались от участия в экспедиции). Надеясь на новое выступление роялистов в Англии, шотландская армия 8 июля 1648 г. перешла границу, начав, таким образом Вторую гражданскую войну в Англии. 19 августа 1648 г. в тяжелейшем сражении при Престоне шотландцы были наголову разбиты войсками Кромвеля. Потери составили 2 000 человек убитыми и около 9 000 человек пленными. 25 августа Гамильтон был схвачен англичанами, а в начале следующего года казнён в Лондоне.

#### Политический спектр Шотландии середины XVII века
| Роялисты                  | Роялисты                       | Ковенантеры               | Ковенантеры                                          | Ковенантеры                          | Ковенантеры                  |
| Консервативные роялисты   | Умеренные роялисты             | Умеренные ковенантеры     | «Ингейджеры»                                         | Резолюционисты                       | Ремонстранты                 |
| ------------------------- | ------------------------------ | ------------------------- | ---------------------------------------------------- | ------------------------------------ | ---------------------------- |
| маркиз Хантли граф Антрим | герцог Гамильтон граф Кроуфорд | маркиз Монтроз граф Роутс | граф Ланарк граф Лаудон граф Миддлтон граф Лодердейл | маркиз Аргайл граф Ливен Дэвид Лесли | маркиз Аргайл лорд Уорристон |

### Ультра-протестанты у власти
Поражение «ингейджеров», представляющих умеренное крыло ковенантского движения, открыло возможности для выступления экстремистов. В Кайле и Каннингеме, районах традиционно радикальных взглядов, вспыхнуло восстание, инспирированное пресвитерианскими проповедниками. Плохо одетые и почти безоружные толпы двинулись на Эдинбург. Дворяне их называли «виггаморы» (скотокрады), позднее это презрительное прозвище (виги) будет применяться к Либеральной партии Великобритании. Испуганное размахом движения «виггаморов» правительство бежало, а «ингейджеры», опасаясь за свою жизнь и имущество, согласились уйти в отставку.
Новое правительство сформировал лидер экстремистов маркиз Аргайл, к которому примкнул канцлер Лаудон. С целью упрочить свои позиции в разделённой на враждующие группировки стране, радикалы обратились за помощью к Оливеру Кромвелю. 4 октября 1648 г. войска Кромвеля вступили в столицу Шотландии. После его ухода в стране остался английский экспедиционный корпус Джона Ламберта. 23 января 1649 г., по соглашению с Кромвелем, парламент Шотландии утвердил «Акт о классах», в соответствии с которым запрещалось замещать государственные и военные должности следующим категориям:
- лидерам «ингейджеров» и участникам восстания Монтроза — пожизненно;
- прочим «ингейджерам» и сторонникам короля — на 10 лет;
- лицам, не выступившим против «Ингейджмента», — на 5 лет;
- лицам, осужденным за аморальное поведение или пренебрегающим церковными службами, — на 1 год.

Кроме того, каждое назначение должно было теперь проходить через предварительное одобрение церкви. В Шотландии начались чистки административных органов и приходских собраний. Власть в стране перешла к пресвитерианскому духовенству.
Казнь Карла I в Англии 30 января 1649 г. вызвала шок в шотландском обществе, которое оставалось по преимуществу лояльным монархической идее. Шотландия была готова признать новым королём старшего сына казненного монарха, Карла II, находящегося в эмиграции в Голландии. Однако правительство ультра-протестантов, в принципе не возражавшее против сохранения монархии, потребовало от Карла II в качестве предварительного условия утвердить все завоевания революции и отказаться от сотрудничества с роялистами и «ингейджерами». Принц первоначально отказался от выполнения этих требований, надеясь на успехи новых восстаний роялистов. В марте 1650 г. на Оркнейских островах высадился маркиз Монтроз. Он попытался поднять мятеж северных кланов в поддержку короля, но 27 апреля был разбит в битве при Карбисдейле, пленён и вскоре казнён в Эдинбурге. Это заставило Карла II пойти на уступки. В голландском городе Бреда было подписано соглашение об условиях реставрации Карла II, и король отплыл в Шотландию. 23 июня на борту судна Карл дал клятву верности Ковенанту и Торжественной лиге.

### Завоевание Шотландии

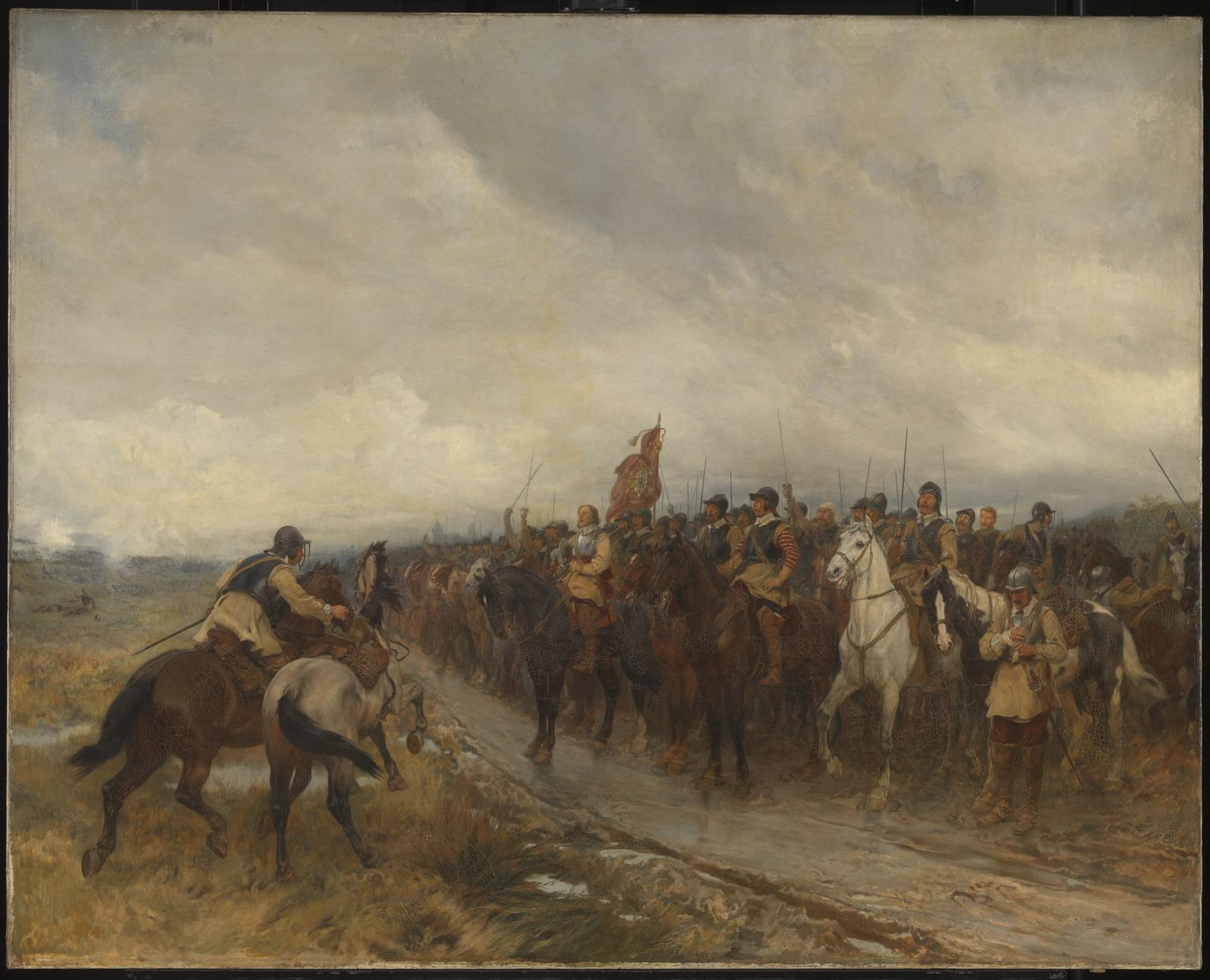
Битва при Данбаре

Прибытие Карла II в Шотландию не привело к отставке правительства радикальных пресвитериан. Король оказался фактически подчинён экстремистам, которые не желали принимать помощь ни от роялистов, ни от «ингейджеров». Тем временем в Шотландию двинулась английская армия Оливера Кромвеля. Ослабленные увольнением офицеров-«ингейджеров», шотландские войска Дэвида Лесли укрепились между Эдинбургом и Лейтом и успешно уклонялись от сражений. В конце августа 1650 г. Кромвель был вынужден отступить к Данбару, где был зажат армией Лесли между морем и холмами. Однако от катастрофы англичан спасла тактическая ошибка шотландцев, спустившихся с высот и решивших дать битву на равнине. 3 сентября 1650 г. в сражении при Данбаре Кромвель наголову разгромил шотландскую армию, взяв в плен около 10 тысяч человек.
Поражение армии ковенантеров несколько усилило позиции короля. В Хайленде была сформирована роялистская армия во главе с Джоном Миддлтоном. Аргайл, осознавший недостаток сил у радикалов для отражения английской угрозы, решил пойти на сближение с королём. Это вызвало возмущение экстремистского крыла, по-прежнему доминирующего в генеральной ассамблее. 17 октября в Дамфрисе была издана «ремонстранция», в которой осуждались попытки нарушения «Акта о классах» и возлагалась надежда на победу новой армии, формируемой из истинных пресвитериан. Сторонники этой позиции, представлявшие собой крайнее крыло радикалов, получили название «ремонстрантов». Им противостояла более реалистично настроенная фракция «резолюционистов», которая составляла большинство в парламенте и доминировала в правительстве. В резолюции правительства 14 декабря было дано разрешение принимать в армию «ингейджеров» и иных лиц, не являющихся кровными врагами Ковенанта.
В результате страна оказалась расколотой. На территории Шотландии одновременно находились четыре армии: войско резолюционистов во главе с Лесли, «священная армия» ремонстрантов, отряды роялистов Миддлтона и английский корпус Ламберта. В декабре 1650 г. «священная армия» была разбита англичанами, что открыло королю свободу действий. 1 января 1651 г. в Скуне Карл II был коронован королём Шотландии, причём корону на него возложил маркиз Аргайл. В мае 1651 г. генеральная ассамблея аннулировала «Акт о классах». Это позволило сформировать единую армию резолюционистов, «ингейджеров» и роялистов. Во главе неё встал сам король. Однако время было упущено: в июле 1651 г. англичане перешли Форт, разбили шотландцев у Инверкитинга и вскоре взяли Перт. Шотландская армия попыталась уйти на юг в надежде поднять восстание роялистов в Англии. Но 3 октября 1651 г. в битве при Вустере шотландцы были наголову разбиты, король тайно бежал в Голландию. Вскоре пали Данди, Дамбартон и Дуннотар. К весне 1652 г. Шотландия была завоёвана войсками Кромвеля.

## Реставрация Стюартов
Со вступлением на престол в 1660 году Карла II Стюарта суверенитет Шотландии был восстановлен.

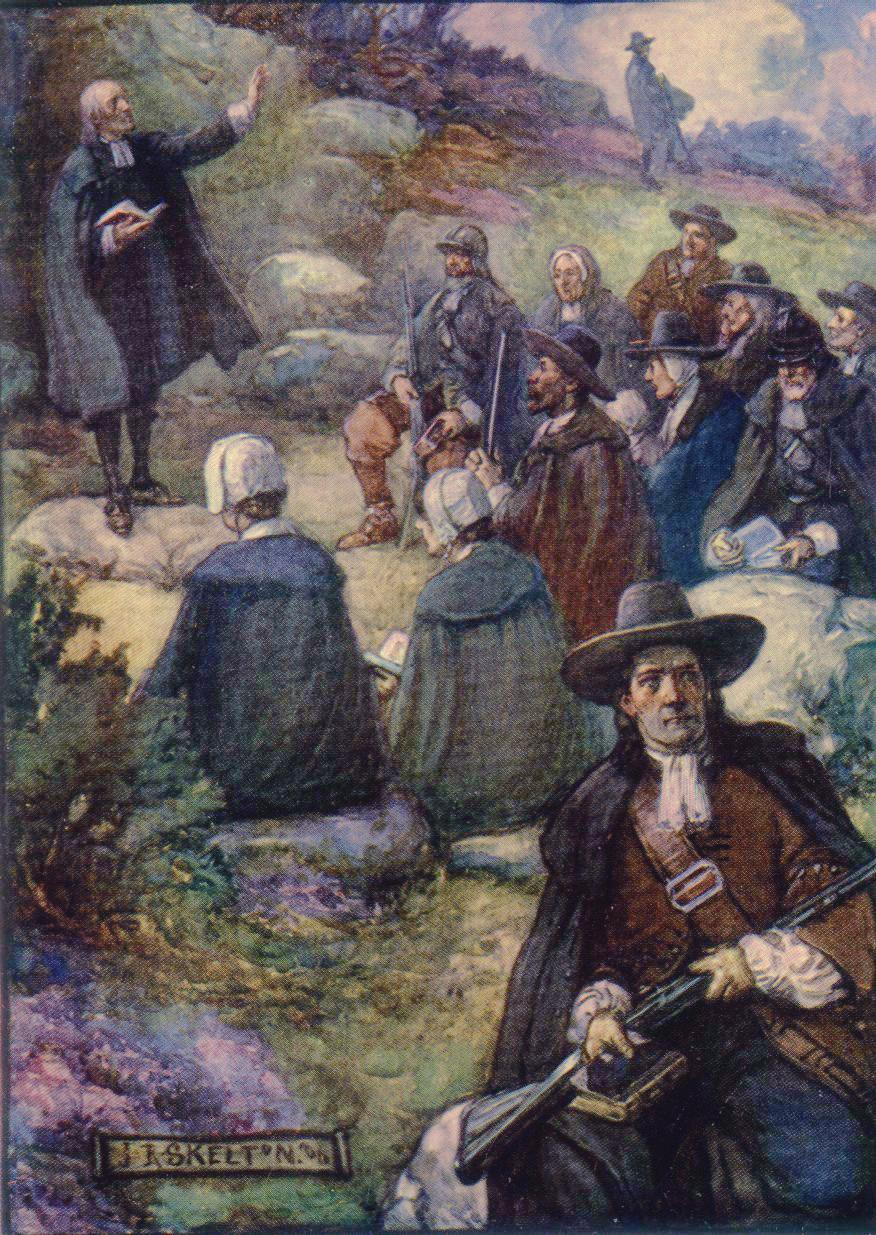
Тайное собрание ковенантеров

В Эдинбурге был созван шотландский парламент (так называемый «пьяный парламент», который в своих реакционных стремлениях превзошел даже английских кавалеров) и одним актом уничтожил все мероприятия предшествующих шотландских парламентов эпохи республики. Ковенант был отменен, генеральные собрания церкви отменены, епископы восстановлены и получили свое место в парламенте. Маркиз Аргайль и длинный ряд других лиц, противившихся этим мероприятиям, были казнены. Статс-секретарем по делам Шотландии Карл II назначил своего любимца, графа, впоследствии герцога Лодердейла, сохранившего свою власть над Шотландией и после образования министерства Кабаль. В 1670 г. был проведен через шотландский парламент акт, назначавший смертную казнь за публичную проповедь или молитву без специального разрешения. Для борьбы со своими противниками правительство вновь прибегало к натравливанию горных разбойников на мирных жителей долин. В 1679 г. несколько ковенантеров убили архиепископа Шарпа, что послужило сигналом ко всеобщему восстанию ковенантеров или вигов, как их стали называть. Но повстанцы были разбиты Монмутом в сражении у Ботуэлльского моста, и восстание было подавлено.
22 июня 1680 года наиболее радикальные ковенантеры приняли Санкуарскую декларацию. Это движение возглавили Ричард Камерон, и его сторонники стали известны как камеронианцы. Они призывали к активным действиям и к неповиновению гражданским и церковным властям. В ответ власти ужесточили репрессии, начались казни (позднее этот период получил название «Смертоносные времена»). Камерон был убит в июле 1680 года в стычке с правительственными войсками.
В 1685 году умер Карл II и на престол вступил Яков II. Он отменил все законы против католиков, допустил в Шотландию иезуитов и назначал католиков на многие должности. Этим он возмутил против себя сторонников епископальной церкви не менее, чем ковенантеров; поэтому Славная революция 1688 года была встречена в Шотландии с восторгом. Повсеместно началось восстание: епископальные священники и сами епископы изгонялись из церквей и из своих домов, жилища их подвергались разрушению, сами они — смерти, если не успевали бежать. Шотландский парламент признал Вильгельма Оранского и его жену королём и королевой Шотландии. Вильгельм провозгласил, что он будет проявлять веротерпимость.